# Ronde van Duitsland 1937
De Internationale Duitse Omloop 1937 was de zesde editie van de Ronde van Duitsland. Zes jaar eerder won de Duitser Erich Metze de vijfde editie. Dit jaar ging de eindzege naar Otto Weckerling, nadat hij al in de eerste etappe de leiding had genomen. Van de twaalf etappes werd er maar één niet gewonnen door een Duitser: de zevende etappe werd gewonnen door de Belg Edgard De Caluwé. Hij eindigde uiteindelijk als achtste in het eindklassement.

## Etappeschema
| Etappe | Datum   | Start – Finish                | km  | Etappewinnaar     | Klassementsleider |
| ------ | ------- | ----------------------------- | --- | ----------------- | ----------------- |
| 1      | 6 juni  | Berlijn – Breslau             | 337 | Otto Weckerling   | Otto Weckerling   |
| 2      | juni    | Breslau – Chemnitz            | 330 | Fritz Diederichs  | Otto Weckerling   |
| 3      | juni    | Chemnitz – Erfurt             | 205 | Bruno Roth        | Otto Weckerling   |
| 4      | juni    | Erfurt – Schweinfurt          | 183 | Ludwig Geyer      | Otto Weckerling   |
| 5      | juni    | Schweinfurt – München         | 304 | Oskar Thierbach   | Otto Weckerling   |
| 6      | juni    | München – Stuttgart           | 270 | Herbert Sieronski | Otto Weckerling   |
| 7      | juni    | Stuttgart – Frankfurt am Main | 238 | Edgard De Caluwé  | Otto Weckerling   |
| 8      | juni    | Frankfurt am Main – Keulen    | 228 | Erich Bautz       | Otto Weckerling   |
| 9      | juni    | Keulen – Bielefeld            | 286 | Heinz Wengler     | Otto Weckerling   |
| 10     | juni    | Bielefeld – Hannover          | 286 | Emil Kijewski     | Otto Weckerling   |
| 11     | juni    | Hannover – Hamburg            | 239 | Hermann Schild    | Otto Weckerling   |
| 12     | 20 juni | Hamburg – Berlijn             | 276 | Willy Kutschbach  | Otto Weckerling   |

## Eindklassement
|   | Renner           | Tijd        |
| - | ---------------- | ----------- |
| 1 | Otto Weckerling  | 96h 50' 37" |
| 2 | Ludwig Geyer     | + 7' 07"    |
| 3 | Fritz Diederichs | + 7' 21"    |